# Episodi di Heartbeat (prima stagione)
La prima stagione della serie televisiva Heartbeat è stata trasmessa in anteprima nel Regno Unito dalla ITV1 tra il 10 aprile 1992 e il 12 giugno 1992.
| nº | Titolo originale         | Titolo italiano | Prima TV UK    | Prima TV Italia |
| -- | ------------------------ | --------------- | -------------- | --------------- |
| 1  | Changing Places          | inedito         | 10 aprile 1992 | inedito         |
| 2  | Fruits of the Earth      | inedito         | 17 aprile 1992 | inedito         |
| 3  | Rumours                  | inedito         | 24 aprile 1992 | inedito         |
| 4  | Playing with Fire        | inedito         | 1º maggio 1992 | inedito         |
| 5  | Nowt But a Prank         | inedito         | 8 maggio 1992  | inedito         |
| 6  | Old, New, Borrowed, Blue | inedito         | 15 maggio 1992 | inedito         |
| 7  | Face Value               | inedito         | 22 maggio 1992 | inedito         |
| 8  | Outsiders                | inedito         | 29 maggio 1992 | inedito         |
| 9  | Primal Instinct          | inedito         | 5 giugno 1992  | inedito         |
| 10 | Keep on Running          | inedito         | 12 giugno 1992 | inedito         |